# Lajos Sipeki-Balás
Lajos Sipeki-Balás (* 6. Oktober 1913 in Sopron; † 27. Juli 2003 in Kistarcsa) war ein ungarischer Moderner Fünfkämpfer.
Sipeki-Balás nahm an den Olympischen Sommerspielen 1936 in Berlin teil, wo er den 21. Rang belegte.